# 亨利·德洛热
亨利·德洛热（法語：Henri Deloge，1874年11月21日—1961年12月27日），法国男子田径运动员，主攻中长跑。他曾代表法国参加1900年夏季奥林匹克运动会田径比赛，获得二枚银牌。